# Paolo Spada
Paolo Spada (Brisighella, 6 ottobre 1541 – Faenza, 15 aprile 1631) è stato un mercante italiano.

## Biografia
Nacque a Zattaglia (Brisighella), in località Monte Spada, da Giacomo, governatore a vita di Brisighella e Val di Lamone e consigliere di Stato sotto papa Pio V.
Dopo aver vinto l'appalto per la tesoreria della Legazione di Romagna tra il 1560 e il 1564, si sposò nel 1573 con Francesca Ricciardelli di Faenza e nel 1592, in seconde nozze, con Daria dei marchesi Albicini di Forlì.
Dalla seconda moglie ebbe Francesco, Bernardino e Virgilio: Bernardino Spada fu avviato dal padre alla carriera ecclesiastica e fu creato cardinale nel 1626.
Paolo Spada morì nel 1631 a Faenza. 

### Fondazione della Congregazione Paolina
Con suo testamento rogato l'8 aprile 1631 dal notaio Alessandro Calbetti di Faenza, fondò la Congregazione Paolina, un'istituzione benefica per opere pie, che continuò a svolgere autonomamente il suo compito fino al 1859, anno in cui fu riunita alla Congregazione di carità di Brisighella.